# ABCチャンピオンシップゴルフトーナメント
マイナビABCチャンピオンシップゴルフトーナメントは、朝日放送テレビ（ABCテレビ）主催、マイナビ特別協賛、日本ゴルフツアー機構公認の男子プロゴルフトーナメントである。朝日放送グループホールディングスの子会社が出資・運営する兵庫県加東市永福のABCゴルフ倶楽部を舞台に行われていた。賞金総額1億5000万円、優勝賞金3000万円。

## 大会の歴史
朝日放送（現・朝日放送グループホールディングス）が創立20周年記念企画として、「ライダーカップ」というアメリカと欧州のツアー対抗戦の仕組みを参考に企画したもので、日本とアメリカの一流プレーヤーによる団体戦・個人戦が行われた。
- 1971年は芸術生活社主催の『ミキ・ゴールドカップ・日米ゴルフ対抗戦』、1972年 - 1981年および1985年 - 1987年は朝日放送主催の『ABCカップ・日米ゴルフ対抗戦』、1982年・1983年はゴールドウイン特別協賛の『ゴールドウインカップ・日米ゴルフ対抗戦』、1984年は内田洋行特別協賛の『内田洋行カップ・日米ゴルフ対抗戦』という名称だった。

1988年 - 2002年はフィリップモリス特別協賛の『ラークカップゴルフ』→『フィリップモリス・チャンピオンシップ・ゴルフトーナメント』として行われた。1992年 - 1998年は朝日放送・日本プロゴルフ協会主催となった。1997年大会では4日間で56,508人を動員。2003年 - 2007年は朝日放送主催の『ABCチャンピオンシップゴルフトーナメント』、2008年から毎日コミュニケーションズ（2011年にマイナビへ社名変更）特別協賛の『マイナビABCチャンピオンシップゴルフトーナメント』として行われる。2018年から朝日放送テレビ主催となった。しかし2024年大会は中止。

## 歴代優勝者
| ミキ・ゴールドカップ・日米ゴルフ対抗戦                   | ミキ・ゴールドカップ・日米ゴルフ対抗戦 | ミキ・ゴールドカップ・日米ゴルフ対抗戦 | ミキ・ゴールドカップ・日米ゴルフ対抗戦 | ミキ・ゴールドカップ・日米ゴルフ対抗戦 |
| 開催回                                                   | 開催期間                               | 優勝者名                               | スコア                                 | 開催ゴルフ場                           |
| -------------------------------------------------------- | -------------------------------------- | -------------------------------------- | -------------------------------------- | -------------------------------------- |
| 第1回                                                    | 1971年11月5日 - 7日                    | 尾崎将司 ビリー・キャスパー            | -8                                     | PLカントリークラブ                     |
| ABCカップ・日米ゴルフ対抗戦                              |                                        |                                        |                                        |                                        |
| 開催回                                                   | 開催期間                               | 優勝者名                               | スコア                                 | 開催ゴルフ場                           |
| 第2回                                                    | 1972年11月3日 - 5日                    | トミー・アーロン（英語版）             | -4                                     | 池田カンツリー倶楽部                   |
| 第3回                                                    | 1973年11月23日 - 25日                  | アル・ガイバーガー                     | +2                                     | 橋本カントリークラブ                   |
| 第4回                                                    | 1974年11月29日 - 12月1日               | 杉原輝雄                               | -7                                     | 橋本カントリークラブ                   |
| 第5回                                                    | 1975年11月21日 - 24日                  | 中村通                                 | -15                                    | 茨木国際ゴルフ倶楽部                   |
| 第6回                                                    | 1976年12月2日 - 5日                    | トム・ワトソン                         | -11                                    | 播磨カントリークラブ                   |
| 第7回                                                    | 1977年11月10日 - 13日                  | 青木功                                 | -8                                     | 播磨カントリークラブ                   |
| 第8回                                                    | 1978年11月9日 - 12日                   | 青木功                                 | -15                                    | 播磨カントリークラブ                   |
| 第9回                                                    | 1979年11月8日 - 11日                   | トム・パーツァー                       | -12                                    | スポーツ振興カントリー倶楽部           |
| 第10回                                                   | 1980年11月6日 - 9日                    | ジェリー・ペイト                       | -12                                    | スポーツ振興カントリー倶楽部           |
| 第11回                                                   | 1981年11月5日 - 8日                    | ボビー・クランペット                   | -17                                    | スポーツ振興カントリー倶楽部           |
| ゴールドウインカップ・日米ゴルフ対抗戦                   |                                        |                                        |                                        |                                        |
| 開催回                                                   | 開催期間                               | 優勝者名                               | スコア                                 | 開催ゴルフ場                           |
| 第12回                                                   | 1982年11月4日 - 7日                    | ボブ・ギルダー カルビン・ピート        | -10                                    | 総武カントリークラブ 総武コース        |
| 第13回                                                   | 1983年11月10日 - 13日                  | 中嶋常幸                               | -3                                     | 太平洋クラブ 六甲コース                |
| 内田洋行カップ・日米ゴルフ対抗戦                         |                                        |                                        |                                        |                                        |
| 開催回                                                   | 開催期間                               | 優勝者名                               | スコア                                 | 開催ゴルフ場                           |
| 第14回                                                   | 1984年11月1日 - 4日                    | トム・ワトソン                         | -7                                     | 総武カントリークラブ 総武コース        |
| ABCカップ・日米ゴルフ対抗戦                              |                                        |                                        |                                        |                                        |
| 開催回                                                   | 開催期間                               | 優勝者名                               | スコア                                 | 開催ゴルフ場                           |
| 第15回                                                   | 1985年10月31日 - 11月3日               | 尾崎健夫 コーリー・ペイビン            | -12                                    | スポーツ振興カントリー倶楽部           |
| 第16回                                                   | 1986年10月30日 - 11月2日               | カーティス・ストレンジ                 | -17                                    | スポーツ振興カントリー倶楽部           |
| 第17回                                                   | 1987年10月29日 - 11月1日               | アンディ・ビーン（英語版）             | -19                                    | スポーツ振興カントリー倶楽部           |
| ラークカップゴルフ                                       |                                        |                                        |                                        |                                        |
| 開催回                                                   | 開催期間                               | 優勝者名                               | スコア                                 | 開催ゴルフ場                           |
| 第18回                                                   | 1988年10月27日 - 30日                  | 高橋勝成                               | -11                                    | ABCゴルフ倶楽部                        |
| 第19回                                                   | 1989年10月26日 - 29日                  | ブライアン・ジョーンズ（英語版）       | -8                                     | ABCゴルフ倶楽部                        |
| 第20回                                                   | 1990年10月25日 - 28日                  | 川岸良兼                               | -11                                    | ABCゴルフ倶楽部                        |
| 第21回                                                   | 1991年10月31日 - 11月3日               | 横島由一                               | -8                                     | ABCゴルフ倶楽部                        |
| 第22回                                                   | 1992年10月29日 - 11月1日               | 尾崎直道                               | -9                                     | ABCゴルフ倶楽部                        |
| 第23回                                                   | 1993年10月28日 - 31日                  | 飯合肇                                 | -5                                     | ABCゴルフ倶楽部                        |
| フィリップモリス・チャンピオンシップ・ゴルフトーナメント |                                        |                                        |                                        |                                        |
| 開催回                                                   | 開催期間                               | 優勝者名                               | スコア                                 | 開催ゴルフ場                           |
| 第24回                                                   | 1994年10月27日 - 30日                  | ブライアン・ワッツ                     | -12                                    | ABCゴルフ倶楽部                        |
| 第25回                                                   | 1995年10月26日 - 29日                  | 田中秀道                               | -10                                    | ABCゴルフ倶楽部                        |
| 第26回                                                   | 1996年10月24日 - 27日                  | 尾崎直道                               | -10                                    | ABCゴルフ倶楽部                        |
| 第27回                                                   | 1997年10月30日 - 11月2日               | ブライアン・ワッツ                     | -8                                     | ABCゴルフ倶楽部                        |
| 第28回                                                   | 1998年10月29日 - 11月1日               | 尾崎将司                               | -13                                    | ABCゴルフ倶楽部                        |
| 第29回                                                   | 1999年10月28日 - 31日                  | 川岸良兼                               | -18                                    | ABCゴルフ倶楽部                        |
| 第30回                                                   | 2000年10月26日 - 29日                  | 谷口徹                                 | -12                                    | ABCゴルフ倶楽部                        |
| 第31回                                                   | 2001年10月25日 - 28日                  | 伊沢利光                               | -16                                    | ABCゴルフ倶楽部                        |
| 第32回                                                   | 2002年10月31日 - 11月3日               | ブレンダン・ジョーンズ                 | -19                                    | ABCゴルフ倶楽部                        |
| ABCチャンピオンシップゴルフトーナメント                  |                                        |                                        |                                        |                                        |
| 開催回                                                   | 開催期間                               | 優勝者名                               | スコア                                 | 開催ゴルフ場                           |
| 第33回                                                   | 2003年10月30日 - 11月2日               | 片山晋呉                               | -23                                    | ABCゴルフ倶楽部                        |
| 第34回                                                   | 2004年10月28日 - 31日                  | 井上信                                 | -15                                    | ABCゴルフ倶楽部                        |
| 第35回                                                   | 2005年10月27日 - 30日                  | 片山晋呉                               | -14                                    | ABCゴルフ倶楽部                        |
| 第36回                                                   | 2006年10月26日 - 29日                  | 片山晋呉                               | -17                                    | ABCゴルフ倶楽部                        |
| 第37回                                                   | 2007年10月25日 - 28日                  | フランキー・ミノザ                     | -14                                    | ABCゴルフ倶楽部                        |
| マイナビABCチャンピオンシップゴルフトーナメント          |                                        |                                        |                                        |                                        |
| 開催回                                                   | 開催期間                               | 優勝者名                               | スコア                                 | 開催ゴルフ場                           |
| 第38回                                                   | 2008年10月30日 - 11月2日               | 石川遼                                 | -9                                     | ABCゴルフ倶楽部                        |
| 第39回                                                   | 2009年10月29日 - 11月1日               | 鈴木亨                                 | -14                                    | ABCゴルフ倶楽部                        |
| 第40回                                                   | 2010年10月28日 - 31日                  | 金庚泰                                 | -13                                    | ABCゴルフ倶楽部                        |
| 第41回                                                   | 2011年10月27日 - 30日                  | 河野晃一郎                             | -15                                    | ABCゴルフ倶楽部                        |
| 第42回                                                   | 2012年10月25日 - 28日                  | ハン・リー                             | -17                                    | ABCゴルフ倶楽部                        |
| 第43回                                                   | 2013年10月31日 - 11月3日               | 池田勇太                               | -15                                    | ABCゴルフ倶楽部                        |
| 第44回                                                   | 2014年10月30日 - 11月2日               | 小田龍一                               | -21                                    | ABCゴルフ倶楽部                        |
| 第45回                                                   | 2015年10月29日 - 11月1日               | 金庚泰                                 | -12                                    | ABCゴルフ倶楽部                        |
| 第46回                                                   | 2016年10月27日 - 30日                  | 片山晋呉                               | -12                                    | ABCゴルフ倶楽部                        |
| 第47回                                                   | 2017年10月26日 - 29日                  | 小鯛竜也                               | -13                                    | ABCゴルフ倶楽部                        |
| 第48回                                                   | 2018年10月25日 - 28日                  | 木下裕太                               | -15                                    | ABCゴルフ倶楽部                        |
| 第49回                                                   | 2019年10月31日 - 11月3日               | 黄重坤（ハン・ジュンゴン）             | -19                                    | ABCゴルフ倶楽部                        |
| 第50回                                                   | 2021年11月4日 - 7日                    | 浅地洋佑                               | -16                                    | ABCゴルフ倶楽部                        |
| 第51回                                                   | 2022年11月3日 - 6日                    | 堀川未来夢                             | -17                                    | ABCゴルフ倶楽部                        |
| 第52回                                                   | 2023年11月2日 - 5日                    | 中島啓太                               | -24                                    | ABCゴルフ倶楽部                        |

## テレビ中継・ネット配信
- 1971年 - 1974年は朝日放送をキーステーションとしたTBS系列局にて放送していた。1975年 - 2019年、2021年 - 2023年は朝日放送テレビをキーステーションとしたNET→テレビ朝日をキー局とする系列フルネット局にて放送していた。
- 大会の3日目・最終日（決勝ラウンド）は朝日放送テレビをキーステーションとしたテレビ朝日系列フルネット局にて放送していた。かつては予選ラウンドは生中継、決勝ラウンドは夕方録画中継だったが、2005年頃から予選ラウンドが深夜録画となり、2007年に限っては3日目も深夜録画となった[注釈 5]。2010年以降の決勝ラウンドでは、リアルタイム字幕放送を実施していた。また、2008年・2009年には、ワンセグ独立放送（朝日放送ローカル）で予選ラウンドの生中継も行った。
- スカイAでは、「スカイA ゴルフシリーズ」にて中継していた。この内予選ラウンドの中継は、2007年までは地上波中継のスタッフにて制作されていたが、2008年以降は独自制作となった。なお、2008年のワンセグ独立放送での中継は、スカイAとのサイマル放送であった。また、決勝ラウンドの地上波制作分も時差放送であった。
- スポーツブル、YouTube「ABCスポーツチャンネル」では、大会の模様をネット配信していた。
- 1993年の最終日ではプロ野球日本シリーズの中継が長引いたため、野球中継終了後の16時55分から30分間放送し、その日の深夜に85分間の短縮版として改めて放送された。
- 2020年は新型コロナウイルス感染拡大のため、大会が中止となり、放送を予定していた枠は、3日目は各局ローカル編成となった。最終日は、13:55-15:20は『DMG MORI presents ヨットだけで世界一周 ひとりぼっちの大冒険 白石康次郎 世界最高峰レース ヴァンデ・グローブ2020 出航直前SP』で枠を埋めた。15:20以降は当初15:55以降の各局編成枠を35分繰り上げて[注釈 6]放送枠をそれぞれ埋めていた。

- 2023年の3日目の中継はネット配信で第1組1コースより全選手ホールアウトまで生中継した後、同日深夜0:00（翌日未明）より55分のダイジェスト版を全国放送していた。[10]

### 2011年の出来事
2011年は、新しい試みや中継史上初の事態が発生するなど、様々な出来事が起こった。
- この年、同じ週に開催される女子の「樋口久子 森永製菓ウイダーレディス」も、テレビ朝日系列フルネット局が中継[注釈 7]する事になった為、同一週開催の男女の大会を、同じチャンネルで両方放送するという、近年では珍しいケースとなった[注釈 8][注釈 9]。この大会の2週前に開催される「富士通レディース」の中継では、それを前面に押し出した番宣スポットが放送された。
- その初年度となった同年は、当大会が6ホールにも及ぶプレーオフにもつれ込んだ為、6ホール目のティーショットが終わった段階で時間切れとなり、大会史上初めて優勝者を伝えられないまま中継終了となった。その為、この後に放送された「樋口久子 森永製菓ウイダーレディス」の中継中に、プレーオフの結果を伝える措置を取った[注釈 10]。
  - なお、この年のプレーオフの模様は、当日放送されなかった部分や後日談なども交えた、『マイナビスペシャル 笑顔の軌跡 プレーオフを制した挑戦者』と題した特別番組として、同年12月30日に朝日放送ローカルで放送された。この番組内では、優勝した河野が出演したマイナビの特別CMも放映された。
- また同年は、大会開催週の深夜・早朝の時間帯に、「マイナビABCチャンピオンシップの軌跡」と題したフィラー番組[注釈 11]が、朝日放送ローカルで放映された。
- 同年から制作局・朝日放送の野球解説者に就任した矢野燿大（元阪神タイガース・中日ドラゴンズ捕手）が、スカイAのレギュラー番組『金谷多一郎・矢野燿大の考えるゴルフ』で共演する金谷多一郎とともに、中継で石川遼のラウンドリポーターを務めた。
  - 朝日放送ラジオでは同年12月31日に、矢野・金谷にメイン実況の岩本を加えた特別番組「ゴルフスペシャル『笑顔が呼んだ奇跡』マイナビABC チャンピオンシップ 激闘のプレーオフ」を放送した。

### 歴代実況（決勝ラウンド実況）
- 石原勝（1988年）
- 中村哲夫（1989年 - 1993年）
- 中邨雄二（1994年 - 2005年）
- 小縣裕介（2006年 - 2010年）
- 岩本計介（2011年 - 2014年）
- 山下剛（2015年 - 2023年）